# 신봉동 (용인시)
신봉동(新鳳洞)은 경기도 용인시 수지구에 속하는 행정동이자 법정동으로 본래 용인군 수진면(水眞面) 지역이다. 신리(新里)에서의 신(新)자와 서봉동(棲鳳洞) 봉리(鳳里)에서의 봉(鳳)자를 따서 신봉리 이름이 되었다.

## 역사

### 지명 유래
신봉동은 본래 용인군 수진면(水眞面) 지역으로 고려시대 용구현(龍駒縣) 수진면(水眞面), 조선시대 태종 13년 용인현(龍仁縣) 수진면(水眞面)이었고 수진면에 속한 행정구역은 성복동(星福洞), 죽전동(竹田洞), 서봉동(瑞峯洞), 신리(新里), 정평리(停坪里), 동막리(東幕里), 손기리(孫基里), 고분현(古分峴)이었다. 1914년 행정구역 개편에 따라  용인군에서 신리(新里)와 서봉동(棲鳳洞)을 합쳐 신리의 '신'자와 서봉동의 '봉'자를 따서 신봉리라 한 것이다. 신리는 현재의 신촌과 홍천말 일대인데 광교산 아래 새로 형성된 마을이라 하여 새신(新)으로 붙여진 것이다. 신리 동북쪽에는 태봉암이 있었다. 서봉동은 광교산의 다른 이름인 서봉산(棲鳳山)에서 유래한 것으로 볼 수 있는데, 서봉산에 있는 골짜기라는 의미의 서봉골이다. 예전에는 이 곳의 지명이 시봉굴(웃 시봉굴, 아래 시봉굴)이었다고 하는데 이것은 서봉골의 사투리이다.
서봉산은 본래 광악산(光嶽山)이었는데 928년 태조왕건이 후백제의 견훤을 평정하고 광악산 행궁에 머물면서 군사들을 위로하고 있을 때 산 정상에서 광채가 솟아오르는 것을 보고 이 산은 부처가 가르침을 내리는 산이라 하였다. 다른 전해지는 이야기로 봉황이 깃들었던 곳이다 하여 서봉(棲鳳)이라고 했다는데, 마을 서쪽에 고려시대에 건립이 된 후 조선시대 임진왜란과 병자호란 당시 수차례 전쟁으로 소실된 1만6097m2 서봉사지(瑞峯寺址, 또는 瑞鳳寺址)가 있었던 것으로 보아 '상서로울 서(瑞)'자의 서봉(瑞峯, 瑞鳳)으로 불리다가 '깃들 서(棲)'자의 서봉(棲鳳) 그리고 봉우리 봉(峰)에서 후일 봉황새 봉(鳳)으로 변형 된 것으로 전해진다.
신봉동에는 서봉사(瑞峯寺), 창성사(彰聖寺) 등 89암자들이 있었지만 임진왜란 때 전라도순찰사 이광(李洸)이 이끄는 삼남근왕병이 일본군 총수 우키다 히데이에(宇喜多 秀家) 기병과 접전이 있었던 기록으로, 서봉사와 89암자들이 소실된 이유는 임진왜란 때 절에서 떠내려 오는 쌀뜨물이 10리나 흘러내려 우키다 히데이에(宇喜多 秀家)의 왜군들이 쌀뜨물을 따라 산으로 올라가서 절을 모두 불태웠고 이때 대부분 소실되었다.
《신증동국여지승람(新增東國輿地勝覽)》서봉사(瑞峯寺)에는 "고려시기 찬자(撰者)는 이지명(李知命), 서자(書者)는 유공권(柳公權)이 지은 현오국사탑비명(玄悟國師碑銘)이 있다"는 기록으로 서봉사(瑞峯寺)가 용인현에 있다고 현재의 신봉동 일대가 표기되어 있다.『해동지도』와 『여지도』에는 광교산(光嶠山) 옆에 서봉산(瑞峯山)이 있는데 명칭만으로 볼 때 봉황과는 아무 관련이 없다. 그러다 『1872년지방지도』에서 처음으로 '깃들 서(棲)'자와 '봉황 봉(鳳)'자를 쓰는 서봉산(棲鳳山)을 확인할 수 있고, 『1899년 용인군 지도읍지(龍仁郡 地圖邑誌)』에서도 서봉산(棲鳳山)이 명기가 되어 있다. 이 즈음에서 현재의 '서봉(棲鳳)'이라는 한자 명칭이 등장한 것이다. 동녘말 · 서봉골 · 윗시봉골 · 점촌 · 중말 · 홍천말 등이 있다. 신봉마을 안에는 다시 중말, 양지말, 홍천말이라는 작은 동네가 있다. 그리고 예전에는 중말과 양지말이 신월(新月)이라는 행정명으로 불렀으며 홍천말은 따로 떨어져 있었다가 나중에 신월과 합치면서 신봉이 된 것이다. 신봉리의 리명이 신리의 신자와 서봉동의 봉자가 합쳐서 되었듯이 신봉이라는 마을명의 유래는 신봉리의 유래와 같다. 그리고 신봉마을명은 신봉리에서 제일 큰 동네, 첫째 동네라는 의미를 가지고 있기도 하다. 홍천말(洪川村)은 구한말 남양 홍씨(南陽 洪氏)가 대성을 이루고 살았다 하여 유래된 것으로 마을 가운데 있는 커다란 느티나무를 경계로 상 · 하 홍천말이 구분되었다.

### 연혁
- 고려(高麗) 명종 02년(1172년) : 용구현으로 개칭. 용구현 광주목.
- 조선(朝鮮) 태종 13년 1413년 : 용인현 수진면(水眞面).
- 1895년 : 용인군 수진면(水眞面) 신리, 서봉동.
- 1914년 : 신리(新里)와 서봉동(捿鳳洞) 합하여 신봉리가 됨.
- 2001년 12월 24일 : 수지읍이 수지출장소로 승격하여 신봉동이 됨.
- 2005년 10월 31일 : 수지출장소가 수지구청으로 승격, 행정동 신봉동 설치.
- 2005년 11월 1일 : 동사무소 개소.

## 인구

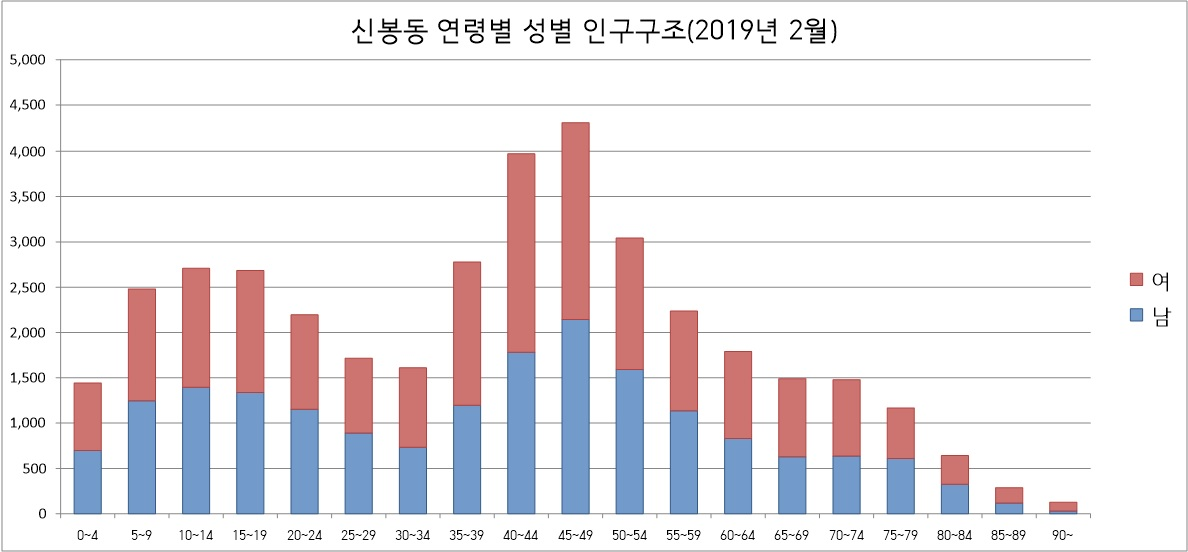
신봉동 성별 연령별 인구 구조

신봉동의 인구는 38,247명(2020년 8월 기준, 내국인)으로 용인시 전체 인구의 3.7%이다. 남자는 18,497명 여자는 19,550명이며 외국인은 93명이다. 0~14세는 6,632명으로 15~64세는 26,328명 65세 이상은 5,195명이다. 유소년 인구 비율은 17.4%이고 노인 인구 비율은 13.6%이다. 신봉동의 유소년(15세 미만)인구 비율은 용인 전체 비율인 16.1%보다 높고 노인(65세 이상) 인구 비율도 용인 전체 비율인 12.2%보다 높아 상대적으로 청장년 인구비율이 낮다.

## 문화재
- 용인 서봉사지 현오국사탑비 (대한민국 보물 제9호 龍仁 瑞鳳寺址 玄悟國師塔碑)[5]

## 아파트
| 단지명                      | 건설사              | 시행사              | 주소                    | 입주        | 비고 |
| --------------------------- | ------------------- | ------------------- | ----------------------- | ----------- | ---- |
| 신봉 LG빌리지 5차           | ㈜엘지건설          | ㈜한독건설          | 수지구 신봉1로 112-2    | 2002년 8월  |      |
| 신봉자이 1차                | ㈜엘지건설          | 한국토지신탁        | 수지구 신봉2로 26       | 2004년 2월  |      |
| 신봉자이 2차                | ㈜엘지건설          | 일레븐건설㈜        | 수지구 신봉2로 72       | 2005년 8월  |      |
| 신봉자이 3차                | ㈜지에스건설        | 디에스디삼호㈜      | 수지구 신봉1로71번길 25 | 2007년 3월  |      |
| 광교산자이                  | ㈜지에스건설        | 디에스디삼호㈜      |                         | 2015년 4월  |      |
| 광교산 힐스테이트           | 현대건설            | 디에스디삼호㈜      | 수지구 신봉2로 154      | 2022년 4월  |      |
| 신봉 삼성쉐르빌             | 삼성중공업          | 이티엔㈜            |                         | 2000년 10월 |      |
| 서홍마을 4단지 효성현대     | ㈜효성 현대산업개발 | ㈜효성 현대산업개발 | 수지구 신봉1로 28       | 2004년 1월  |      |
| 서홍마을 5단지 우남퍼스트빌 | ㈜우남건설          | ㈜우남건설          | 수지구 신봉1로 27       | 2004년 1월  |      |
| 서홍마을 3단지 꿈에그린     | 한화㈜ 건설부문     | 한화㈜ 건설부문     | 수지구 신봉1로48번길 32 | 2004년 1월  |      |
| 서홍마을 2단지 벽산블루밍   | 벽산건설            | 벽산건설            | 수지구 신봉1로48번길 45 | 2004년 1월  |      |
| 서홍마을 1단지 한일         | ㈜한일건설          | ㈜한일건설          | 수지구 신봉1로48번길 29 | 2003년 12월 |      |
| 수지 스카이뷰 푸르지오      | 대우건설            |                     |                         | 2022년 6월  |      |

## 같이 보기
- 수지구
- 수지구 풍덕천동
- 수지구 죽전동
- 정평천
- 탄천
- 용인시